# Jangkang (Dendang)
Jangkang is een bestuurslaag in het regentschap Belitung Timur van de provincie Bangka-Belitung, Indonesië. Jangkang telt 3118 inwoners (volkstelling 2010).